# Чапаєвка (Молдова)
Чапаєвка (рум. Ceapaevca) — село у Дрокійському районі Молдови. Входить до складу комуни, адміністративним центром якої є село Шалвірій-Векі.

## Населення
За даними перепису населення 2004 року у селі проживали 338 осіб.
Національний склад населення села:
| Національність       | Кількість осіб | Відсоток |
| -------------------- | -------------- | -------- |
| українці             | 274            | 81,1%    |
| молдавани            | 61             | 18,0%    |
| росіяни              | 1              | 0,3%     |
| євреї                | 1              | 0,3%     |
| інша / без відповіді | 1              | 0,3%     |
| Всього               | 338            | 100%     |